# 방글라데시 프리미어리그
방글라데시 프리미어리그는 방글라데시의 최상위 축구 리그로 현재 10팀이 참가하고 있으며 우승팀에게는 AFC 챌린지리그 출전권이 주어진다.

## 역대 우승
- 2007: 아바하니 리미티드 다카
- 2008-09: 아바하니 리미티드 다카
- 2009-10: 아바하니 리미티드 다카
- 2010-11: 셰이크 자말 DC
- 2012: 아바하니 리미티드 다카
- 2012-13: 셰이크 러셀 KC
- 2013-14: 셰이크 자말 DC
- 2015: 셰이크 자말 DC
- 2016: 아바하니 리미티드 다카
- 2017-18: 아바하니 리미티드 다카
- 2018-19: 바슌드하라 킹스
- 2019-20: 코로나 펜데믹으로 취소
- 2021: 바슌드하라 킹스
- 2021-22: 바슌드하라 킹스

## 구단별 우승 횟수
- 2019-20시즌까지

| 구단                   | 우승 횟수 | 우승 시즌                                   |
| ---------------------- | --------- | ------------------------------------------- |
| 아바하니 리미티드 다카 | 6         | 2007, 2008-09, 2009–10, 2012, 2016, 2017–18 |
| 셰이크 자말 DC         | 3         | 2010–11, 2013–14, 2014-15                   |
| 바슌드하라 킹스        | 3         | 2018-19, 2021, 2021-22                      |
| 셰이크 러셀 KC         | 1         | 2012-13                                     |

## 같이 보기
- 방글라데시 챔피언십 리그